# Rick Allison
Rick Allison (tên thật: Éric Vleminckx) sinh ngày 17 tháng 7 năm 1964 tại Brussels, là một nhạc sĩ, nhà sản xuất âm nhạc người Bỉ-Canada được biết đến nhiều nhất qua những sản phẩm cộng tác với nữ ca sĩ Lara Fabian.

## Tiểu sử
Năm 1990, Allison gặp nữ ca sĩ Lara Fabian trong một quán bar piano tại Brussels. Họ bắt đầu cùng nhau viết những ca khúc đầu tiên và đến Montréal vào năm 1991 để thực hiện album đầu tay của Fabian. Album này phát hành năm 1991 tại Canada và đạt được thành công về mặt thương mại. Allison tiếp tục sản xuất những album tiếng Pháp tiếp theo của Fabian: Carpe diem, Pure và Nue, tất cả đều đạt được thành tích thương mại và sản sinh ra một số đĩa đơn hit tại Canada và các nước nói tiếng Pháp ở châu Âu. Ông cũng tham gia thực hiện album tiếng Anh đầu tiên của cô, Lara Fabian.
Trong cuộc thi Eurovision Song Contest năm 2002, Allison đã viết bài hát cho phần thi của nước Pháp, "Il faut du temps" thể hiện bởi Sandrine François. Cũng trong năm đó, ông đóng góp ba ca khúc trong album À la vie, à la mort của Johnny Hallyday, trong đó có đĩa đơn "Pense à moi".
Allison cũng đạt được thành công lớn khác khi sản xuất album đầu tay Entre nous của Chimène Badi vào năm 2003. Đĩa đơn cùng tên album đã đạt được vị trí quán quân bảng xếp hạng đĩa đơn của Pháp. Sau đó ông tiếp tục làm việc với các nữ ca sĩ trẻ khác như Nolwenn Leroy, Julie Zenatti và Élodie Frégé.
Năm 2004, Allison và Fabian, trước đó đã từng là một cặp đôi trong đời thật, chia tay và chấm dứt mối quan hệ cộng tác chuyên nghiệp. Điều này dẫn đến một loạt những cuộc chiến pháp lý kéo theo sau đó liên quan đến việc sử dụng bản quyền các bài hát của Fabian. Allison cũng sáng tác 5 bài hát cho album hit của Chimène Badi, Dis-moi que tu m'aimes, cũng như tham gia thực hiện 2 bài hát trong album Du plaisir của Michel Sardou.
Sau đó, ông đã sáng tác nhiều bài hát cho các ca sĩ người Pháp và Pháp-Canada như Gino Quilico, Vincent Niclo, Marc-André Fortin, Suzie Villeneuve và cho Magalie Vaé, ca sĩ có album Magalie cũng được ông sản xuất vào năm 2006.
Năm 2004, Allison thắng giải Thành tựu Toàn cầu cùng với Lara Fabian tại lễ trao giải SOCAN diễn ra tại Montreal.